# طبيب معالج

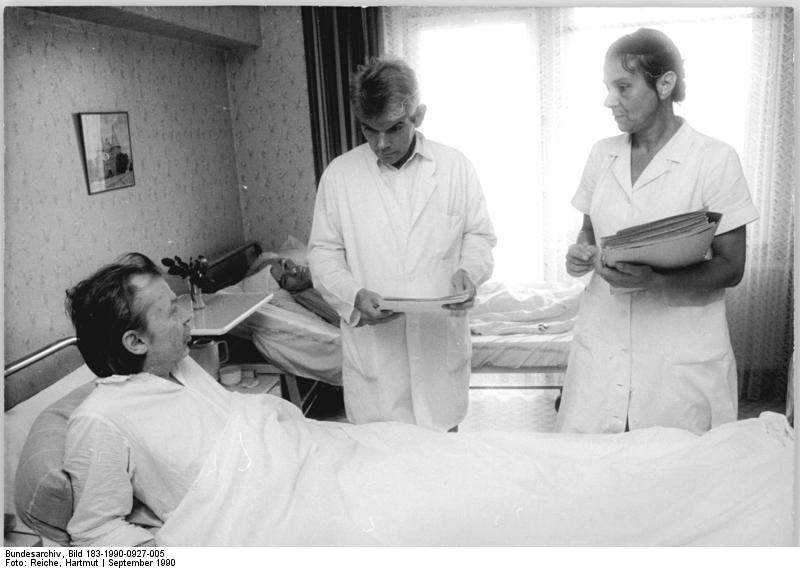
طبيبٌ معالجٌ (طبيب أول) وممرضة يزوران مريضًا

الطبيب المُعالج (بالإنكليزية: attending physician) أو الطبيب الأول (بالألمانية: Oberarzt) المعروف أيضًا باسم طبيب الطاقم أو الطبيب المشرف هو في الولايات المتحدة وكندا طبيب أكمل الإقامة ويمارس الطب في عيادة أو مستشفى في التخصص الذي تعلمه أثناء الإقامة. يُقابل الطبيب المُعالجُ الاستشاريَّ في المملكة المتحدة وغيرها. يشرف الطبيب المعالج عادةً على  الزملاء والمقيمين وطلاب الطب. يمكن للأطباء المعالجين أيضًا الاحتفاظ بالأستاذية في كلية الطب التابعة. وهذا أمر شائع إذا كان الإشراف على المتدربين جزءًا مهمًا من عمل الطبيب. يتحمل الأطباء المعالجون المسؤولية النهائية، قانونيًا وغير ذلك، عن رعاية المرض، حتى عندما يتخذ موظفي المنزل (المقيمين) أو مقدمي الرعاية الصحية من غير الأطباء (أي مساعدي الأطباء والممرضين الممارسين ) العديد من القرارات الدقيقة.